# Babben Enger-Damon
Barbra Mette Stockfleth Enger-Damon, detta Babben (Oslo, 19 settembre 1939), è un'ex fondista norvegese.

## Palmarès

### Olimpiadi invernali
- Oro a Grenoble 1968 nella staffetta 3x5 km.